# آتلانتیس: امپراتوری گم‌شده
«آتلانتیس: امپراتوری گم‌شده» (انگلیسی: Atlantis: The Lost Empire) فیلمی در ژانر علمی–تخیلی، موزیکال، فانتزی، و ماجرایی به کارگردانی گری تروزدیل و کرک ویس است که در سال ۲۰۰۱ منتشر شد.